# Avengers (série télévisée d'animation)
Pour les articles homonymes, voir The Avengers.
Les Nouvelles Aventures de Spider-Man X-Men '97
Avengers (The Avengers: United They Stand) est une série télévisée d'animation en treize épisodes de 22 minutes d'après Les Vengeurs de Stan Lee, diffusée du 30 octobre 1999 au 26 février 2000 dans le bloc de programmes Fox Kids. C'est la huitième série du Marvel Animated Universe (MAU).
En France, elle a été diffusée à partir du 30 juin 2001 sur Fox Kids. Elle reste inédite dans les autres pays francophones.

## Synopsis
L'équipe des Vengeurs de la côte ouest est une filiale des Vengeurs (Avengers) basés sur l'est. Elle a été constituée en 1984 et le comic a duré plus de 100 épisodes.
L'équipe est composée alors de la Guêpe, Wonder Man, Tigra, Œil-de-Faucon, la Sorcière rouge et dirigés par Henry « Hank » Pym. Ils peuvent parfois compter sur l'aide du Faucon et de la Vision.
Ils sont confrontés à divers ennemis tels que le maître du temps Kang le conquérant, le sinistre Tête-d'œuf, le Baron Zemo et surtout Ultron, un robot doté d'une intelligence exceptionnelle créé par Henry « Hank » Pym alias Ant-Man.

## Distribution

### Personnages principaux
- Linda Ballantyne : La Guêpe / Janet Van Dyne
- Tony Daniels : Œil-de-Faucon / Clint Barton, Aries, Aquarius, Brutacus
- Graham Harley : Edwin Jarvis
- Ray Landry : Raymond Sikorsky
- Carolyn Larson : l'ordinateur
- Stavroula Logothettis : Sorcière rouge / Wanda Maximoff
- Hamish McEwan : Wonder Man / Simon Williams
- Gerry Mendicino : Taurus / Cornelius Van Lunt
- Martin Roach : Faucon / Samuel Wilson
- Ron Ruben : Vision
- John Stocker : Ultron
- Rod Wilson : Ant-Man / Dr Henry « Hank » Pym
- Michael Yarmush : l'annonceur
- Lenore Zann : Tigra / Greer Grant Nelson

### Personnages secondaires
- Dennis Akayama : Dr Chris Johnson
- Philip Akin : Attuma
- Oliver Becker : l'Homme-absorbant
- Wayne Best : Scorpion
- Normand Bissonette : Ringmaster
- Dan Chameroy : Captain America / Steve Rogers
- Conrad Coates : Remnant Leader
- Rob Cowan : Boomerang
- Carlos Díaz : Requin-tigre
- Francis Diakowsky : Iron Man / Tony Stark
- Paul Essiembre : Swordsman
- Ken Kramer : Kang le conquérant
- Robert Latimer : Tête-d'œuf
- Stephen Ouimette : Nicholas Scratch
- Susan Roman : Opale
- Tate Roswell : Andrew Wilson
- Allan Royal : le Moissonneur
- Elizabeth Shepherd : Agatha Harkness
- Phillip Shepherd : Baron Zemo
- Raoul Trujillo : Namor
- Peter Wildman : Cardinal
- Peter Windrem : Whirlwind

### Voix françaises
- Antoine Nouel : Vision, Captain America, Ultron, Tête-d'œuf, Iron Man
- Renaud Durand : Ant-Man / Dr Henry « Hank » Pym
- Axel Kiener : Œil-de-Faucon / Clint Barton
- Déborah Perret : Sorcière rouge / Wanda Maximoff
- Catherine Privat : Tigra
- Thierry Buisson : Wonder Man, Kang le conquérant, Swordsman
- Marine Jolivet : La Guêpe / Janet Van Dyne
- Christian Vadim : Faucon / Sam Wilson, Baron Zemo

Source VF : Planète Jeunesse

## Fiche technique
Sauf indication contraire, les informations mentionnées dans cette section peuvent être confirmées par la base de données cinématographiques IMDb,  présente dans la section « Liens externes ».
- Réalisation et production : Ron Myrick
- Producteurs délégués : Stan Lee, Avi Arad, Matthew Edelman, Eric S. Rollman
- Scénarios : John Loy, Brooks Wachtel, Len Uhley, Julia Lewald, Eric Lewald
- Animation : Saeron
- Adaptation française : Jacques Dualliac[1]
- Doublage française : SOFI[1]
- Sociétés de production : Marvel Entertainment et Saban Entertainment
- Distribution : Buena Vista International, Inc. (Disney)

## Épisodes
1. Le Vol du faucon - 1re partie (Avengers Assemble Part-One)
2. Le Vol du faucon - 2e partie (Avengers Assemble Part-Two)
3. Le Retour de Kang (Kang)
4. Une vieille connaissance (Comes a Swordsman)
5. Vestiges du passé (Remnants)
6. L'Attaque du train (Command Decision)
7. L'Atlantide est en danger (To Rule Atlantis)
8. À la poursuite des étoiles (Shooting Stars)
9. Un plan "Vision-naire" (What a Vision Has to Do)
10. Vengeance (Egg-Streme Vengeance)
11. L'Apprenti sorcière (The Sorceress's Apprentice)
12. La Terre et le feu - 1re partie (Earth and Fire: Part One)
13. La Terre et le feu - 2e partie (Earth and Fire: Part Two)

## Succès et critique
Cette série est jugée par la plupart des fans de comics comme la plus mauvaise et désastreuse série produite par Marvel[réf. nécessaire]. Le design des personnages diffère fortement des dessins des superhéros dans les comics. Les personnages sont ici affublés de lourdes armures et d'armes énormes, inspirées des séries japonaises de super sentaï (permettant de décliner une nouvelle série de jouets pour enfants). L'absence de personnages « poids lourds » tels que les trois grands Captain America, Thor et Iron Man est due à des raisons de licences à l'époque. 
Même si les personnages sont proches de leur correspondant du comics, avec des références et liens auxquels se raccrocher, mais les faiblesses scénaristiques pointées par les critiques, rappellent que la série est bien loin des précédentes productions comme X-Men ou Spider-Man, l'homme-araignée quelques années plus tôt. Faute d'audience, la série s'arrête au bout de treize épisodes.

## Produits dérivés

### Ligne de jouets
Toy Biz commercialise de nombreuses figurines comme celles d'Ant-Man, Captain America, Faucon, Œil-de-Faucon, Kang, Tigra, Vision, Ultron, la Guêpe et Wonder Man.

### Comics
En parallèle à la série télévisée, Marvel publie la série de comics Avengers: United They Stand. À la suite du manque de succès de la série, seuls sept volumes seront publiés. Les deux premiers numéros se situent avant le premier épisode de la série d'animation.